# Baldeck (Adelsgeschlecht)

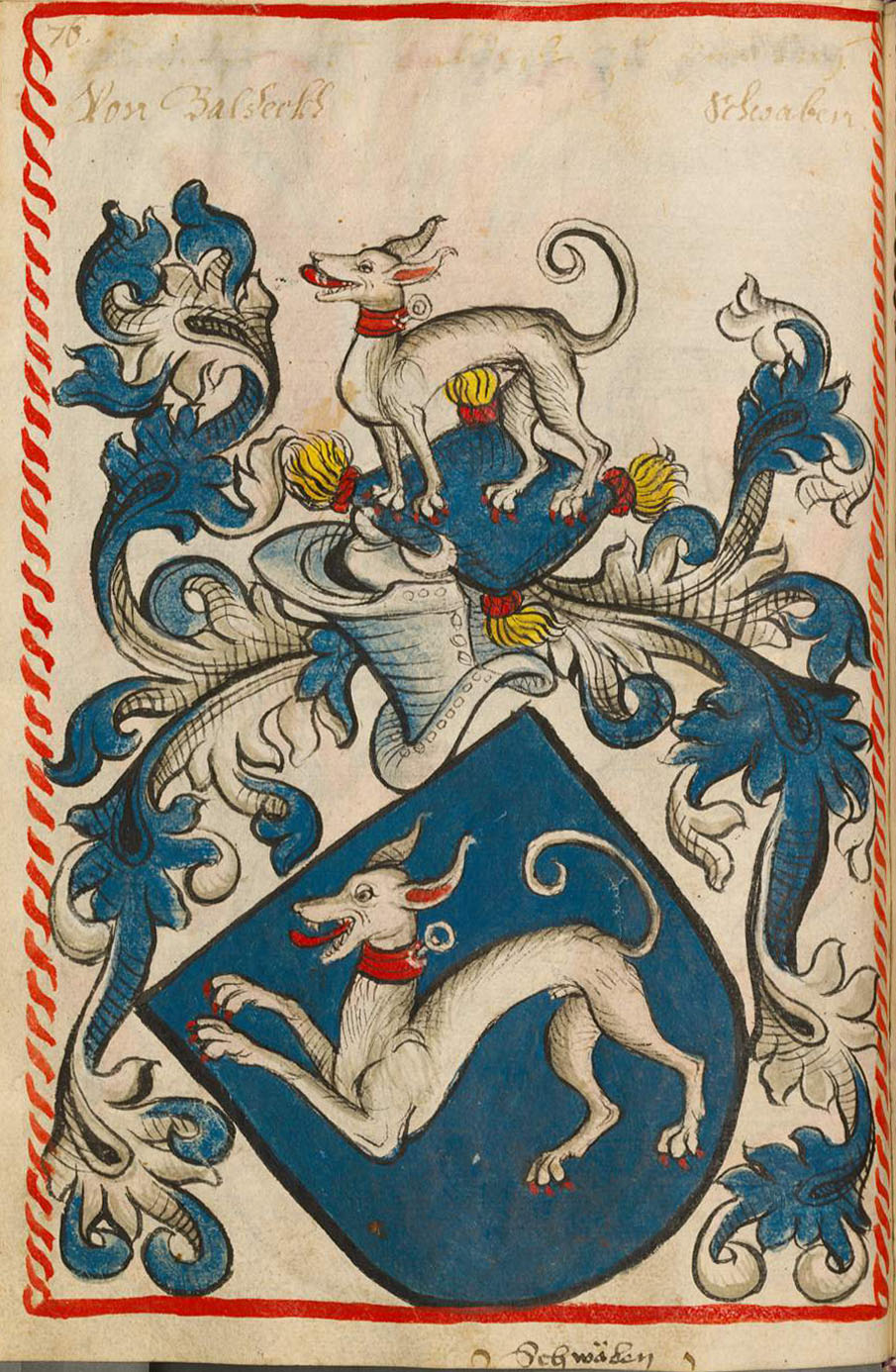
Baldeck-Wappen (Windhund), Scheibler'sches Wappenbuch, älterer Teil, zwischen 1450 und 1480, Bayerische Staatsbibliothek, Cod.icon. 312 c, Scan 80

Die von Baldeck waren eine seit dem 13. Jahrhundert nachgewiesene Niederadelsfamilie, die im Mannesstamm 1565 und in weiblicher Linie 1603 erlosch. Anfangs wohl gräflich-urachische Ministeriale, stand die Familie seit dem Übergang der Grafschaft Urach an Württemberg in der zweiten Hälfte des 13. Jahrhunderts zumeist in württembergischen Diensten, sie stellte mehrere fürstliche Räte, einen Landhofmeister in Stuttgart, Burgvögte, einen königlichen Zeugmeister und zwei bischöflich-augsburgische Hofmarschälle. Eine Linie der Familie besaß von 1440/47 bis 1536 das Schloss Herteneck, jetzt Harteneck bei Ludwigsburg, mit 1/2 Eglosheim und 1/3 Oßweil. Die zweite Linie der Familie besaß von 1427 bis 1594 die Burg Hohengutenberg in Lenningen-Gutenberg. Diese Linie war auch in Ennabeuren und Magolsheim begütert und von 1542 bis 1565 beim Kanton Kocher des Ritterkreises Schwaben immatrikuliert. Wie der Großteil des württembergischen Adels zählten die von Baldeck schon 1459 und noch um 1554–1568 zur Adelsgesellschaft vom Leitbracken und beide Linien der Familie waren Mitglieder der Vereinigung von St. Jörgenschild am Kocher, die 1488 im Schwäbischen Bund aufging.
Die Familie stand im Konnubium mit den Adelsfamilien Speth, Pfähler, von Lichtenstein, von Kaltental, von Sachsenheim, von Rosenbach, Nothaft von Hohenberg, von Neuhausen (mehrfach), von Ow, von Rietheim, von Fridingen, von Liebenstein, von Schellenberg, von Gaisberg (zweimal), vom Stain zu Steineck, von Urbach, von Wartenberg gen. von Wildenstein, von Weitershausen, von Westerstetten, von Lomersheim, Marschall von Pappenheim, Schletz (aus Hall) und von Pelckhofen. Verwandtschaftsbeziehungen bestanden auch zu Ritter Ott von Stoffenberg, zu den Schilling von Cannstatt und zur Adelsfamilie Herderer/Härderer in Mähringen.
Die Familie von Baldeck war nicht stammes- und nicht wappengleich mit der Schweizer Adelsfamilie von Baldegg mit Stammsitz Schloss Baldegg im Kanton Luzern.

## Stammsitz
Namengebender Stammsitz der schwäbischen Familie von Baldeck war die Burg Baldeck über dem Ermstal bei Bad Urach-Wittlingen. Nach älterer Ansicht soll die Burg um die Mitte des 13. Jahrhunderts erbaut worden sein, während neueste archäologische Forschungen eine Erbauung der Burg bereits um 1200 bzw. frühestens gegen Ende des 12. Jahrhunderts nahelegen. Die Burg wurde angeblich im September 1256 anlässlich einer Belagerung urkundlich erwähnt, doch sind die drei Exemplare dieser Urkunde inzwischen als Marchtaler Fälschungen erwiesen, so dass diesen Urkunden zunächst nichts Sicheres entnommen werden kann. Andererseits spricht auch der archäologische Befund dafür, dass die Nutzungszeit der Burg um die Mitte des 13. Jahrhunderts oder kurz danach endete, so dass die um 1300–1304 verfassten, gefälschten Marchtaler Urkunden sich an einem richtigen Datum der Belagerung und ggf. Zerstörung der Burg orientiert haben können. Nach 1256 wurde Baldeck jedenfalls nicht mehr als bewohnte Burg erwähnt (sondern nur noch als Burgstall oder Ruine) und lt. Kienzle (2022) stützen Rotfärbungen/Brandspuren an den Kalksteinfelsen im Burgareal sowie Lesefunde von mehreren stark überfeuerten Keramikstücken die Annahme, dass die Burg tatsächlich um 1256 durch ein Brandereignis zerstört wurde, also vermutlich im Zuge der Belagerung durch die Grafen Ulrich I. von Württemberg und Hartmann I. von Grüningen und ihre Mitstreiter. Wo die Familie von Baldeck nach der Zerstörung ihrer Stammburg lebte, ist nicht explizit überliefert, im 14. Jahrhundert scheint dann Urach der Lebensmittelpunkt gewesen zu sein, wo Hausbesitz und ein Begräbnis in der Amanduskirche nachgewiesen sind.

## Familiengeschichte
Die Adelsfamilie erscheint urkundlich zuerst 1268 mit Otto I. von Baldeck, der ab 1280 Ritter war und von da an als „Herr“ tituliert und als Erster in den Zeugenreihen geführt wurde. In dieselbe Generation gehören die 1276 gemeinsam genannten Růdolfus und Gotfridus de Baldegge, die sehr wahrscheinlich Brüder Ottos I. waren, denn Otto und Rudolf waren auch später die Leitnamen in der Familie von Baldeck. Der Vater dieser drei Brüder ist namentlich unbekannt.
Als Sohn Ottos I. darf Otto II. von Baldeck gelten, der am 9. Dezember 1317 mit drei Brüdern Ulrich, Konrad und Albrecht gen. Spät (Speth) urkundete. Otto II. scheint bereits verstorben gewesen zu sein, als er 1326 in einer nur abschriftlich erhaltenen Urkunde mit Tochter Adelheid und Sohn Otto III. genannt wurde. Für die Familie zeugte 1326 derselbe Ritter Herr Ulrich Spät, der schon 1317 mit seinen Brüdern Ritter Konrad und Albrecht gen. Spät und mit Otto II. von Baldeck urkundete. Ottos II. Enkel Otto IV. von Baldeck war 1394 „Oheim“ Dietrich Späts und 1406 „Oheim“ Ulrich Späts (Dietrich und Ulrich Spät waren „Vettern“). Diese 1394/1406 urkundlich bezeugte Verwandtschaft Baldeck-Spät kann am ehesten darauf beruhen, dass Otto II. von Baldeck um 1300 eine Schwester der Brüder Ulrich, Konrad und Albrecht Spät geheiratet hat, nämlich eine Tochter des Ritters Heinrich II. Spät/Speth (urk. 1276–1300) und Enkelin des Ritters Heinrich I. Speth (urk. 1248–1263).

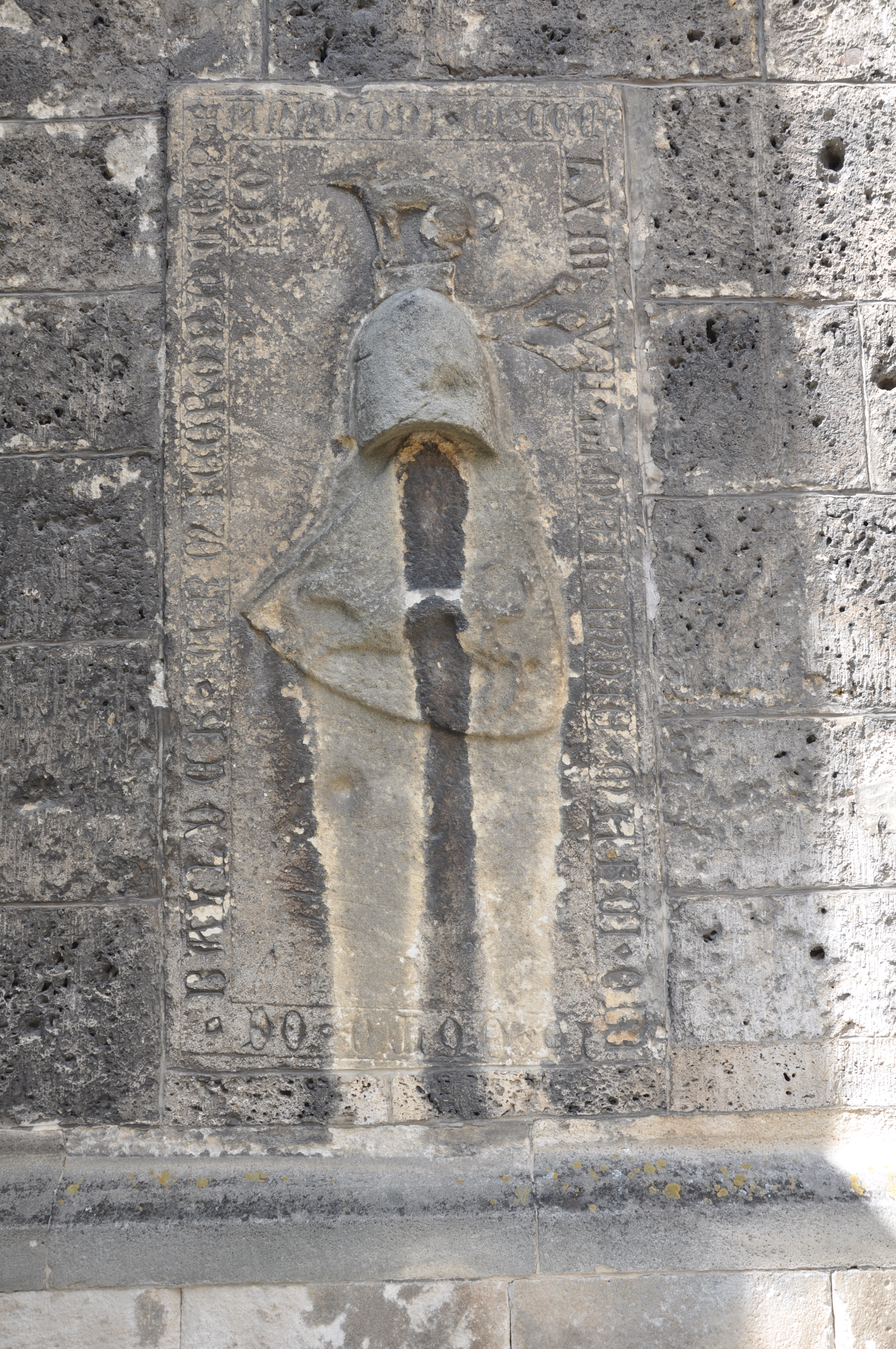
Grabplatte des Edelknechts Otto III. von Baldeck, † 25. April 1363, mit Umschrift, Wappenschild und Helmzier (Windhund) an der Außenwand des Chors der Stiftskirche St. Amandus in Bad Urach

Der Edelknecht Otto III. von Baldeck kam urkundlich von 1326 bis 1361 vor, er starb am 25. April 1363 und wurde in der Amanduskirche in Bad Urach beigesetzt, wo seine Grabplatte mit Wappenschild und Helmzier (Windhund) noch erhalten ist. Zeitlich als Tochter Ottos III. – der gelegentlich als „von Baldegg“ urkundete – passt Anna I. von Baldegg, 1366/70 Klosterfrau in Heiligkreuztal, deren „Oheim“ der 1362 als Ritter bezeugte Herr Ott von Stoffenberg war. Als Ehefrau Ottos III. von Baldeck kann also eine von Stoffenberg vermutet werden (alternativ wäre auch eine gemeinsame Abstammung Ottos III. von Baldeck und Otts von Stoffenberg von einem namengebenden Großvater Otto von Baldeck denkbar).
Mit Ottos III. Söhnen Otto IV. und Rudolf III. von Baldeck teilte sich das Geschlecht in zwei Linien, die beide bis ins 16. Jahrhundert existierten, nämlich in die Linie zu Herteneck-Oßweil und in die Linie zu Gutenberg-Pfauhausen.

### Die Linie zu Herteneck-Oßweil
Diese Linie wurde durch den Edelknecht Otto IV. von Baldeck begründet, der 1360 einer Schenkung seines Vaters zustimmte (demnach um 1340 geboren), der 1388 als Bürge auftrat und der 1394 die Burg Lichtenstein bewohnte. Otto war 1399–1405 württembergischer (Land-)Hofmeister und Rat (1400) sowie Haushofmeister (1402). Er kehrte um 1406 auf den Lichtenstein zurück, hatte 1402 auch Hausbesitz in Urach, er veräußerte 1410 eine Plochinger Leibeigene an das St.-Katharinen-Hospital in Esslingen und er starb vor 1413. Ott von Baldegg der Ältere, Burgherr zu Lichtenstein, machte am 7. September 1407 eine Jahrzeitstiftung an das Klarissenkloster Pfullingen zu seinem und seiner Vorfahren Seelenheil und setzte dafür Gülten aus Gütern in Münsingen, Auingen und Böttingen ein. Für den Aussteller siegelten auch seine „Oheime“, die Brüder Conrat und Geri die Härdrer, sowie seine „Vettern“, die Brüder Ott von Baldegg der Jüngere und Rudolf von Baldegg. Letztere waren die Neffen Ottos IV., nämlich die Söhne seines verstorbenen Bruders Rudolf III. von Baldeck, alle drei Baldeck-Siegel zeigen das Windhund-Wappen. Auf dem noch erhaltenen Siegel eines der Brüder Härdrer ist ein nach heraldisch rechts blickender Schwan zu erkennen. Die Brüder gehörten also zur Familie Härderer/Herderer, deren Wappen lt. v. Alberti einen Schwan auf einem Dreiberg und als Helmzier den Schwan auf der Krone stehend zeigte (ähnlich wie die Wappen der stammverwandten Reutlinger Patrizierfamilien Bondorfer und Becht). Dieselben Brüder Cuontz und Geri Herdrer bürgten schon 1371 für Adelhait (des Herdrers seligen Tochter), die Ehefrau des Ulmer Bürgers Heinrich Kraf(f)t, und Geri war 1405 Kastvogt der Kirche und Heiligenpfleger zu Mähringen. Gewiss der Vater von Conrat/Cuontz, Geri und Adelhait Herdrer war Rüdiger der Bondorfer, genannt der Härderer/Herderer, aus Reutlingen, der 1324 Patron der Kirche in Mähringen war, und der noch 1356 als Ritter siegelte. Die Brüder Conrat und Geri Härderer gehörten in die Generation Ottos IV. von Baldeck und waren offenbar seine Vettern. Entweder Rüdiger Bondorfer genannt Härderer war mit einer Schwester von Otto III. und Adelheid von Baldeck verheiratet und nannte deshalb seine Tochter Adelheid, oder aber die Mutter Ottos IV. von Baldeck müsste eine Schwester des Rüdiger Bondorfer gen. Härderer gewesen sein, wofür es aber sonst keine Anhaltspunkte gibt, zumal sechs Schwestern Rüdigers namentlich oder mit ihren Ehemännern bekannt sind.
Zeuge für Ottos IV. Sohn Otto/Öttlin VI. von Baldeck beim Verkauf all seiner Gülten und Zinsen zu Dettingen an der Erms war 1420 Ottos VI. „Vetter“ Heinrich Pfählenhall und umgekehrt siegelte und bürgte derselbe Ott von Baldeck der Jüngere 1423 und 1427 für Heinrich Pfähler/Pfeler. So kann die Ehefrau des Hofmeisters Otto IV. von Baldeck eine Pfähler gewesen sein, nämlich Klär Pfäler, die 1377 mit ihrem Bruder Ulrich und weiteren Geschwistern urkundete, während Klärs Schwester Anna noch 1399 als Jungfrau urkundete und offenbar ledig blieb. Die Pfähler erschienen seit 1316 und waren nach der Burg Pfählen im Elsachtal nordöstlich von Bad Urach benannt, inzwischen gibt es auch Untersuchungen zur genauen Lage der Burg. Noch weitere Urkunden aus dieser Zeit zeigen, dass die ehemals gräflich-urachischen, dann seit der zweiten Hälfte des 13. Jahrhunderts gräflich-württembergischen Ministerialenfamilien von Baldeck, Speth/Spät, Pfähler usw. verwandtschaftlich eng miteinander verknüpft waren.
Otto/Öttlin VI. von Baldeck ritt 1413 nach Preußen, in seinem und seines Bruders Hänslins Namen verkauften ihre Vettern Otto V. und Rudolf IV. von Baldeck damals ein Gütlein in Frickenhausen. 1417 war Otto VI. zurück und schwor dem Grafen von Württemberg einen Eid gegen Abwanderung. Otto empfing 1424 Sold von der Stadt Basel für seinen Dienst im Krieg gegen Markgraf Bernhard von Baden, er war 1431 auf dem Hussitenfeldzug und 1435 württembergischer Diener. 1429 und 1434 verkaufte er an die Benediktinerpropstei Güterstein seine Hälfte des Groß- und Kleinzehnten zu Würtingen, wie er sie zuvor von diesem Kloster als Leibgeding gehabt hatte. Dabei siegelten 1429 Fritz von Nenningen und Otts Oheim Hans Schilling gen. Blaphart und 1434 Dietrich von Ehestetten (Vogt zu Urach) und der Hofmeister Albrecht Spät. Im Jahr 1437 kaufte Otto VI. zusammen mit seiner Frau einen Hof zu Westheim (wohl Kornwestheim), er war 1440 Burgherr zu Asperg, 1442 Bürge für Bernhard von Westerstetten und Familie, 1447 hatte er ein Haus in Stuttgart und kaufte im gleichen Jahr das Schloss Herteneck, heute Schloss Harteneck bei Ludwigsburg. 1448 wurde Otto VI. „der Alte“ genannt, 1450 war er württembergischer Rat, 1453 Schiedsmann in einem Weiderechtsstreit zwischen denen von Oßweil und von Aldingen und im gleichen Jahr bürgte er für Reinhard von Neuhausen. Otto/Öttlin VI. war gewiss der lt. Gabelkover 1454 verstorbene und in der Oßweiler Kirche beerdigte von Baldeck. Otto VI., seine Frau Anna Nieß und deren Mutter Adelheid Nieß waren Mitglieder der Stuttgarter Salve-Regina-Bruderschaft. Die Nieß waren eine Stuttgarter Bürger-, evtl. auch Richterfamilie mit Haus- und Grundbesitz in Stuttgart und in Möhringen auf den Fildern. Beide Familien von Baldeck und Nies/Nieß stifteten Glasscheiben in der Pfarrkirche Eglosheim.

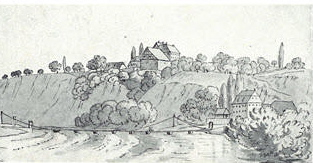
Harteneck (früher: Herteneck) 1816, Zeichnung von Karl Nördlinger

Eine Tochter des Ehepaars Baldeck-Nieß war die 1467 verstorbene Nonne Anna von Baldeck in Steinheim an der Murr, für die ihr Bruder Otto VIII. damals einen Jahrtag aus Gütern in Kornwestheim stiftete. Ebenfalls Töchter Ottos VI. waren wohl die monialis/Nonne Ursula von Baldeck († 1463) im Klarissenkloster Pfullingen, die dort 1464 verstorbene Schwester Adelheid von Baldeck (benannt nach der Großmutter Adelheid Nieß) und eine weitere, mit Renhart von Sachsenheim verheiratete Schwester unbekannten Vornamens (zu diesem Ehepaar fand Gabelkover in Oßweil noch einen Grabstein mit den Wappen von Sachsenheim und von Baldeck).
Die Herteneck-Oßweiler Linie wurde fortgesetzt durch Ottos VI. einzigen Sohn Otto VIII. von Baldeck, der 1439/49 „der Junge“ hieß. Er wurde 1439 mit 1/3 Urbach belehnt, er besiegelte 1440/42 Urfehden, mit Zustimmung seiner Frau Salome verkaufte er 1445 sein Haus in Kirchheim unter Teck, er hatte 1457 einen Hof zu Oßweil, er wohnte 1466/74 zu Herteneck und war 1488 Mitglied im Kocherviertel des St. Jörgenschilds. Er war 1439 und noch am 25. November 1445 verheiratet mit Salome von Lichtenstein, der Witwe des Nagolder Vogts Heinrich von Mannsberg. Nach Salomes Tod heiratete Otto VIII. von Baldeck in zweiter Ehe Anna von Kaltental aus der Linie Oßweil, die – über die Familie von Neuhausen – entfernt verschwägert mit Ottos erster Ehefrau Salome von Lichtenstein war. Dieser zweiten Ehe Baldeck-Kaltental entstammten acht Kinder, von denen Catharina († 1514) Priorin und Barbara († 1510) Klosterfrau in Lauffen am Neckar waren, ihre Grabsteine zeigten die Wappen Baldeck und Kaltental. Ihr Bruder Jacob I. von Baldeck wurde 1516 beschuldigt, als Helfer des Götz von Berlichingen „die That an Doctor Küchenmeister“ verübt zu haben (der Mainzer Gesandte Johann Küchenmeister war Ende 1515 auf der Reise zum Bundestag in Ulm gefangen genommen worden). Durch einen Entscheid der Bundesversammlung des Schwäbischen Bundes in Nördlingen am 20. April 1516 wurden die Hertenecker Brüder von Baldeck aufgefordert, Jacobs Anteil am Schloss Herteneck und seinen übrigen Besitz bis zum nächsten Bundestag in die Hand des Bundes zu stellen. Dieser Vorgang veranlasste 1516 eine Erbteilung auf Schloss Herteneck, bei der die Hertenecker Güter in sechs Teile geteilt werden mussten, also unter die noch lebenden sechs Geschwister. Dies waren die Brüder Jacob I. von Baldeck († 1525, begraben in Oßweil/Kirche, zuletzt gräflicher Vogt in Löwenstein), der Priester Herr Ulrich von Baldeck († 21. August 1518, ab 1488 Mönch im Kloster Bebenhausen und wohl Verfasser der Bebenhäuser Annalen), Hans IV. von Baldeck zu Herteneck († 14. September 1529) und Rudolf VI. von Baldeck († 19. Juli 1541, begraben in Mainz als markgräflich brandenburgischer Rat, er war 1536/37 Stiftsamtmann auf der Wülzburg). Gewiss Schwestern der vorgenannten vier Brüder waren Agnes von Baldeck, 1511 mit ihren Brüdern bei der Hochzeit Herzog Ulrichs in Stuttgart und verheiratet mit Wolff II. von Ow zu Wachendorf, sowie die am 2. April 1516 als Chorfrau im Stift Oberstenfeld genannte Margreth I. von Baldeck. Von den insgesamt acht Kindern Ottos VIII. von Baldeck und seiner Frau Anna von Kaltental lebten also im Jahr 1516 noch sechs Geschwister, die die Hertenecker Güter unter sich teilten.
Ottos VIII. von Baldeck Ehefrau Anna von Kaltental war lt. Gabelkover 1501 Witwe und sie versetzte 1503 ihrem Sohn Hans IV. und seiner Frau Anna von Rosenbach das Schloss Herteneck mit Zubehör, anwesend war damals auch Annas Sohn Jacob I. von Baldeck und für Anna bürgte ihr Vetter Peter von Liebenstein. Seit 1503 war also Hans IV. von Baldeck Schlossherr zu Herteneck. Er war um 1470 geboren, er hatte 1485 in Heidelberg und 1487/88 in Basel studiert und wurde am 2. Januar 1489 als Nachfolger seines Bruders Jacob Kaplan in der Pfarrkirche Hochberg am Neckar, präsentiert durch ihren Onkel, den Edelknecht Georg Nothaft von Hohenberg, der mit Margreth von Kaltental verheiratet war (einer Schwester der Anna von Baldeck geb. von Kaltental). Aber schon am 13. Februar 1489 wurde in Hochberg der nächste Kaplan Johannes Büßlin eingesetzt, da Hans von Baldeck resigniert hatte. Möglicherweise war Hans’ Vater Otto VIII. von Baldeck inzwischen verstorben (Otto ist bis 1488 nachgewiesen) und der Sohn Hans IV. wurde nun wieder weltlich, wie schon zuvor sein Bruder Jacob. Am 24. Februar 1492 wurde Hans IV. von Baldeck „zu Oßweil“ auf 1 Jahr zum württembergischen Diener bestellt mit zwei Pferden und 30 Gulden. Anlass hierfür war, dass Kaiser Friedrich Graf Eberhard dem Älteren von Württemberg als Oberstem Feldhauptmann des Schwäbischen Bundes befohlen hatte, Hilfstruppen zur Befreiung der von Herzog Albrecht von Bayern besetzten Stadt Regensburg zu entsenden. Graf Eberhard war dann mit 450 Pferden und 2500 Knechten der Erste auf dem Lechfeld, mit ihm war u. a. Hans von Baldeck mit zwei Pferden. 1494 siegelten gemeinsam die drei Junker Jorg Nothaft zu Hohenberg, Ludwig Späth und Hans von Baldeck, auch 1508 siegelte Hans von Baldeck gemeinsam mit Ludwig Späth. Hans IV. von Baldeck besaß 1503 das Schloss Herteneck mit 1/3 Oßweil, er war 1525 Hauptmann im Bauernkrieg, er starb 1529 und wurde in der Oßweiler Kirche beigesetzt. Seine Witwe Anna von Rosental erscheint im Lagerbuch der von Baldeck am 8. Januar 1531 und auch noch am 14. März 1538, als sie dem Kanonissenstift Oberstenfeld eine Quittung ausstellte.
Das bisher nicht identifizierte, von Gabelkover genau beschriebene zweite Wappen auf der Grabplatte des Hans IV. von Baldeck von 1529 ist also dasjenige seiner Frau Anna von Rosenbach, deren Familie einen gekrönten Löwen zwischen zwei Büffelhörnern im Wappen führte. Annas Wappen findet sich auch auf einem beschädigten Epitaph in Großengstingen, errichtet für Anna von Rosenbachs Enkel Jacob von Neuhausen (1536–1604). Zum Jahr 1504 nennt Gabelkover eine auf den Lettner in der Oßweiler Kirche gemalte Anastasia von Baldeck, Schwester oder sonstige Verwandte des Daniel Nothaft. Da sich diese Anastasia Nothaft sonst nicht in der Familie von Baldeck einordnen lässt, war sie vermutlich eine erste, kinderlos verstorbene Ehefrau des Hans IV. von Baldeck, der schon um 1470 geboren, aber erst ab 1503 als Ehemann der Anna von Rosenbach nachgewiesen ist (etwa ab diesem Jahr wurden auch seine Kinder geboren). Anastasia dürfte als Stifterin für die seit 1491 im Bau befindliche neue Kirche in Oßweil in Erscheinung getreten sein, weshalb ihr Name und Bildnis – wohl posthum – am 1504 fertiggestellten Lettner in der Kirche angebracht wurden.
Mit den Kindern des Hans IV. von Baldeck und der Anna von Rosenbach endet die Familiengeschichte der Linie zu Herteneck-Oßweil. Die ältere Tochter Sibylla heiratete am 11. August 1523 Wolf Ludwig von Neuhausen (* 1491, † 23.12.1566, begraben in Großengstingen; beide hatten neun Kinder) und die jüngere Tochter Anna VI. von Baldeck war 1536 noch ledig. Altersmäßig auch zu diesen Kindern gehörte der um 1505 geborene Rudolf VII. von Baldeck, der sich am 13. April 1523 als „Rudolffus Baldeck de Hertneck“ an der Universität Tübingen einschrieb. Rudolf wird später nicht mehr erwähnt und er war offenbar schon verstorben, als seine verheiratete Schwester Sibylla (von Neuhausen) und ihre damals noch ledige Schwester Anna VI. von Baldeck am 26. Juli 1536 das Schloss Herteneck mit Mühle, 1/2 Eglosheim und 1/3 Oßweil um 7500 Gulden an Herzog Ulrich von Württemberg verkauften.

### Die Linie zu Gutenberg-Pfauhausen mit Nebenlinie zu Plüderhausen
Diese Linie der Familie von Baldeck wurde begründet durch Rudolf III. von Baldeck, der im Jahr 1381 als Söldner („caporalis“) in Diensten der Stadt Bologna nachgewiesen ist und der ein um 1340/50 geborener Sohn Ottos III. von Baldeck gewesen sein muss. Er heiratete um 1365/70 und er war sicherlich verstorben, als seine Söhne Otto V. und Rudolf IV. von Baldeck im Jahr 1413 im Namen ihrer Vettern Otto/Öttlin VI. und Hans/Hänslin I. von Baldeck ein Gütlein in Frickenhausen verkauften. Der jüngere Sohn Rudolf IV. von Baldeck erscheint seit 30. Januar 1406 als Tochtermann des Schorndorfer Vogts Fritz Gaisberger und am 12. April 1409 verkaufte Graf Eberhard von Württemberg an Rudolf IV. von Baldeck die Dörfer Jungingen und Starzeln und den Weiler Killer im Killertal zum Leibgeding. Rudolf wurde später Ritter, er war 1414 auf dem Konstanzer Konzil und er erhielt 1421 von den Grafen von Württemberg um 2000 Gulden das Unteramt Plüderhausen verpfändet. Rudolf IV. starb 1429 und seine Frau Agnes/Engel Gaisberger kam 1438/56 als Witwe vor. Ihre Söhne Großhans II. und Kleinhans III. von Baldeck erhielten 1435 für 3600 Gulden das Amt Plüderhausen als Pfand. Doch später entstand ein Streit um diesen Pfandbesitz zwischen Graf Ulrich V. von Württemberg und Agnes/Engel Gaisbergers Schwiegersohn Walter von Urbach (verheiratet mit Agatha von Baldeck, die 1489 starb). Der Streit wurde schließlich durch einen Vergleich beigelegt, wonach Agnes/Engel und ihre Tochter Agatha Plüderhausen auf Lebenszeit als Leibgeding behalten durften. Im Jahr 1489 erlosch die Plüderhausener Nebenlinie der Familie von Baldeck. Bei der Ehe von Baldeck–Gaisberger im Jahr 1406 handelt es sich um die erste nachweisbare direkte Eheverbindung der württembergischen Beamtenfamilie Gaisberg mit einer Adelsfamilie, gegen Ende des 15. Jahrhunderts stieg die Familie Gaisberg dann selbst in den Adel auf.

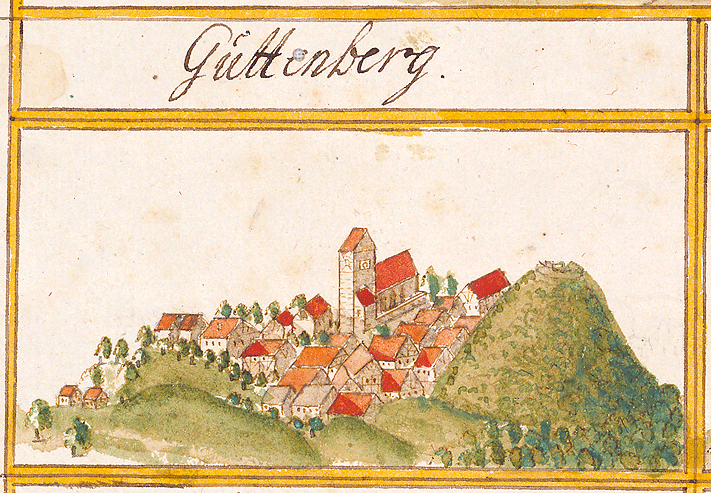
Ortsansicht von Gutenberg mit Burgruine von Andreas Kieser 1683, Hauptstaatsarchiv Stuttgart, H 107/7 Bd. 5 Bl. 7

Rudolfs III. älterer Sohn Otto V. von Baldeck begründete eine Linie, die zu Pfauhausen und dann auf der Burg Hohengutenberg saß. Otto V. wurde 1401/07 der Junge und 1432 der Ältere genannt. Er führte das Windhund-Wappen und besaß ein Lehen zu Pfauhausen, wo er bis 1433 vorkam. Er lebte schon 1427 zu (Hohen-)Gutenberg, das er und seine Frau 1432 dauerhaft zugesprochen bekamen. Otto V. heiratete in erster Ehe vor 1401 eine Tochter des Wilhelm von Rietheim, offenbar dieser Ehe entstammte Wilhelm I. von Baldeck, der 1438 Deutschordensbruder und 1454 Hauptmann zu Stuhm in Ostpreußen war. Als weiterer Sohn aus der Ehe Baldeck-Rietheim kommt Otto VII. von Baldeck in Betracht, der 1427 als Kleriker der Diözese Konstanz in Heidelberg studierte und dort 1428 Bakkalaureus wurde. Durch seine erste Ehe gelangte Otto V. von Baldeck mit Urteil des Hofgerichts zu Rottweil vom 5. Juli 1401 in den Besitz von Konz von Rietheims Gütern, Zinsen und Rechten zu Pfauhausen, Plochingen, Reichenbach und Weiler, Haus, Hofraite, Baumgarten und Wiesmahd zu Pfauhausen, Weingärten zu Kirchheim und Gütern zu Aldingen (Konz von Rietheim war ein Onkel von Ottos Ehefrau). Vor 1413, vielleicht schon um 1407 heiratete Otto V. von Baldeck in zweiter Ehe Dorothea von Fridingen, die am 13. Januar 1413 weitere Güter zu Pfauhausen kaufte, woraufhin ihr Ehemann Ott von Baldeck als Vormund seiner Frau 1413, 1418, 1420 und 1427 mit Hof und Fischenz zu Pfauhausen sowie Fischenz zu Reichenbach an der Fils als württembergischem Mannlehen belehnt wurde, das Frauen und Töchtern wie Männern und Söhnen geliehen werden sollte. Dorotheas Güter gelangten nach späterer Aussage von dieser auf dem Erbweg an (ihre Urenkel) die Geschwister von Baldeck. Dobler hält Dorothea am ehesten für eine Tochter Rudolfs VIII. von Fridingen und seiner Frau Anastasia von Hornstein.
Sicher dieser zweiten Ehe Ottos V. von Baldeck mit Dorothea von Fridingen entstammte der Edelknecht Rudolf V. von Baldeck, der 1437 und 1442 mit dem Hof zu Pfauhausen (jetzt „Heinrichs Kirchherren Kinder Hof“ genannt) sowie Fischenz zu Pfauhausen und Reichenbach belehnt wurde und der dort bis 1445 urkundete (1442/43 als Sohn des verstorbenen Ott von Baldeck), am 14. Februar 1446 war Rudolf verstorben. Rudolfs Vater Otto V. starb zwischen 1433 und 1437, seine Witwe Dorothea von Fridingen überlebte ihn und vererbte die Güter zu Pfauhausen über ihren Sohn Rudolf V. an ihre Enkelkinder von Baldeck.
Nach dem Tod Rudolfs V. von Baldeck 1445/46 heiratete seine Witwe Anna von Schellenberg um 1446/47 Ludwig von Grafeneck, der württembergischer Rat, Obervogt und zuletzt Landhofmeister in Stuttgart war und am 21. Januar 1479 starb. Ludwig und Anna waren Wohltäter der Kartause Güterstein und werden im dortigen Anniversar erwähnt. Gabelkover überliefert eine Inschrift beim Altar in der Hospitalkirche in Stuttgart mit dem genauen Sterbetag Ludwigs von Grafeneck und den Wappen von Grafeneck und von Schellenberg. Anna von Schellenberg ist in Schwennickes Europäischen Stammtafeln nachweislich falsch eingeordnet (die dort in der Linie Kißlegg genannte Ehefrau des Konrad vom Stein war eine andere). Eugen Balzer ordnet Anna richtig in die Hüfinger Linie der von Schellenberg ein, dort allerdings eine Generation zu früh. Die Altersberechnung ergibt, dass die um 1410 geborene Anna von Schellenberg, die um 1430/35 Rudolf V. von Baldeck heiratete, keine Schwester, sondern nur eine Tochter des Ritters Konrad von Schellenberg zu Hüfingen (urk. 1383–1448) gewesen sein kann, der mit Berta/Berchta von Rechberg verheiratet war. Dass Anna von Schellenberg der Hüfinger Linie ihrer Familie entstammte, ist auch daran zu erkennen, dass ihr Sohn Wilhelm II. von Baldeck 1485 als Siegler gebeten wurde, als seine direkten Vettern Ritter Konrad und Burkhard von Schellenberg das Dorf Hausen vor Wald bei Hüfingen kauften, und daran, dass Wilhelm II. als Erster aus der Familie von Baldeck lebenslang in Diensten der Grafen von Hohenberg und von Hohenzollern stand, die nahe Verwandte seiner Großmutter Berta von Schellenberg geb. von Rechberg waren (Bertas Mutter war Margaretha Gräfin von Zollern, † 1424/33, Tochter Graf Friedrich „des Straßburgers“ und der Margaretha Gräfin von Hohenberg).
Ludwig von Grafeneck urkundete ab 11. November 1447 mehrfach als Ehenachfolger Rudolfs von Baldeck und für seine drei Stiefkinder Claus, Wilhelm und Dorothea von Baldeck, Kinder Rudolfs V. von Baldeck und der Anna von Schellenberg. Vormund der Kinder war 1448 Ritter Albrecht Thumb von Neuburg, dies wohl nicht nur als Nachbar (zu Köngen), sondern auch als Verwandter, denn er war damals in zweiter Ehe mit Elisabeth von Fri(e)dingen verheiratet, die als Nichte der Dorothea von Fridingen (der Großmutter der Baldeck-Kinder) gelten kann.
Rudolfs V. Tochter Dorothea von Baldeck heiratete Balthasar von Wartenberg gen. von Wildenstein, dann Georg von Neuhausen, sie war 1485/87 Hofmeisterin der Gräfin Elisabeth von Württemberg geb. von Brandenburg und Dorothea starb 1509 als Witwe in Nürtingen. Ihr Bruder Junker Wilhelm II. von Baldeck siegelte seit 1466 Urkunden, er lebte längere Zeit in Ebingen, stand dort 1477/82 in Diensten des Grafen Sigmund von Hohenberg und siegelte neben (und bürgte für) Sigmunds Stiefsohn Graf Jobst Nikolaus I. von Hohenzollern. Nach dem Tod Graf Sigmunds finden wir Wilhelm II. von Baldeck 1493/1501 als Hofmarschall in Diensten von Graf Jobst Nikolaus’ I. Sohn Friedrich von Hohenzollern (Bischof von Augsburg) in Dillingen an der Donau, wo Wilhelm 1503 starb. Wilhelm II. blieb offenbar ledig, sicherlich sein illegitimer Sohn war Wilhelm(us) Baldecker „de Ebingen“, der 1491 in Leipzig, 1493 in Erfurt und 1495 in Tübingen studierte, der 1496 Magister, 1499 Kaplan in Hechingen und 1502 Pfarrer in Meßstetten, dann in Frohnstetten wurde (dort noch 1533 erwähnt).
Die Gutenberger Linie wurde fortgesetzt von Junker Wilhelms II. Bruder Claus I. von Baldeck, der seit 1448 genannt wurde und württembergischer Diener zu Gutenberg war, er starb 1493/99. Claus’ Ehefrau war bisher nicht bekannt, doch gibt es neuerdings Hinweise darauf, dass sie eine geborene von Freyberg war (nähere Forschungen hierzu stehen noch aus). Söhne von Claus I. waren Wilhelm III., Claus III. und Jacob II. von Baldeck, die am 10. Juni 1510 mit Gutenberg belehnt wurden. Vom 26. August 1506 datiert eine original erhaltene Vollmacht der Geschwister Nicolaus (Pfarrer in Gönningen), Claus, Jacob, Apollonia und Anna von Baldeck für ihren Bruder Wilhelm von Baldeck (Burgvogt zu Weinsberg), die also alle damals lebenden Kinder des Claus I. von Baldeck zu Gutenberg nennt. Der erstgenannte Geistliche Nicolaus II. von Baldeck ist um 1470 geboren, er wurde 1486/88 Bakkalaureus in Erfurt, er schrieb sich 1490 in Tübingen ein, 1492 in Basel und 1495 erneut in Tübingen. Er war ab 1497 Pfarrer in Gönningen und wird nach 1506 nicht mehr erwähnt. Sein um 1470/75 geborener Bruder Wilhelm III. von Baldeck war württembergischer Diener und erhielt am 11. November 1500 mit seinen Geschwistern einen Gültbrief Herzog Ulrichs von Württemberg über 2300 Gulden Hauptgut und 115 Gulden Zins auf Martini, woraufhin der Herzog genau 1 Jahr später die Stadt Kirchheim unter Teck bat, Mitschuldner zu werden gegenüber Wilhelm von Baldeck und seinen Geschwistern für 1300 Gulden und 65 Gulden jährliche Gült (die Herzog Ulrichs Eltern Otto von Baldecks Witwe Dorothea von Fridingen schuldeten) und für weitere 1000 Gulden, die der Herzog von Wilhelm von Baldeck aufgenommen hatte. Um die Einnahme dieser Gült ging es also in der erwähnten Vollmacht der Geschwister für ihren Bruder Wilhelm vom Jahr 1506.
Wilhelm III. von Baldeck war 1504 (wie auch sein Bruder Claus III. und sein Vetter Hans IV. von Baldeck) mit Herzog Ulrich auf bayerischer Seite im Landshuter Erbfolgekrieg gegen die Pfalz gezogen, wobei u. a. die Ämter Weinsberg, Neuenstadt und Möckmühl erobert wurden, die anschließend bei Württemberg blieben. Wilhelm III. von Baldeck wurde am 13. Mai 1506 zum Burgvogt in Weinsberg bestellt und amtierte dort noch am 23. April 1511. Wilhelm hatte 1510 einen Baumgarten unter Gutenberg gekauft und bei der Hochzeit Herzog Ulrichs von Württemberg in Stuttgart im März 1511 war „Wilhelm Baldeckh Speißmaister“ einer der geharnischten Männer, die Tag und Nacht Wache vor dem Haus hielten, in dem der sächsische Kurfürst Friedrich der Weise einquartiert war. In den folgenden Jahren finden wir Wilhelm III. von Baldeck in Nürnberg, wo er 1512/13 mehrere Urfehdebriefe und andere Urkunden besiegelte, und am 30. August 1519 quittierte er der Stadt Nürnberg über bezahlten Sold. Am 17. Oktober 1519 erging der Befehl des Schwäbischen Bundes an die Vogteien, Schultheißen und Amtleute des Fürstentums Württemberg, „unserm und des Bunds lieben getreuen“ Wilhelm von Baldeck zu Gutenberg die Anhänger des vertriebenen Herzogs Ulrich anzuzeigen und ihre Güter zu inventieren. 1517 war Wilhelm III. von Baldeck bischöflich-augsbugischer Rat, 1520 oberster Quartiermeister des Schwäbischen Bundes und 1523 Franz von Sickingens Hauptmann in Landstuhl, als dieses durch pfälzische Truppen erobert wurde. Schon 1516 schuldete Jacob von Kaltental Wilhelm von Baldeck 50 Gulden Leibgeding (die jener ihm verkauft hatte) und 1531 erhielt Wilhelm von seinem „Vetter“ Jacob von Kaltental (jetzt württembergischer Hofrichter) diese 50 Gulden jährlichen Leibgedings (Jacob von Kaltental war ein Vetter der von Baldeck zu Herteneck-Oßweil und diese waren wiederum Vettern Wilhelms von Baldeck). 1524 klagte Wilhelm III. von Baldeck erfolglos gegen seinen Bruder Claus III. wegen des württembergischen Lehens Gutenberg, das nach dem Tod ihres Bruders Jacob an sie beide gefallen sei, weshalb Wilhelm seinen Anteil daran einforderte. Claus konnte aber nachweisen, dass Wilhelm seinerzeit gegen eine jährliche Leibgedingsgült auf alle Erbansprüche an Lehens- oder Eigengütern verzichtet hatte, so dass Statthalter und Regenten des Fürstentums Württemberg am 25. August 1524 für Claus von Baldeck entschieden. Ab 1522 urkundete Wilhelm III. von Baldeck „zu Herteneck“ in Niederstotzingen, 1526–1529 häufig als einer der beiden Testamentarier und Exekutoren des verstorbenen Jacob vom Stain zu Niederstotzingen. Von besonderem Interesse ist hierbei, dass Jacob vom Stain in seinem Testament vom 6. März 1522 seine Verwandten väterlicher- und mütterlicherseits bedachte und dass Wilhelm von Baldeck „zu Hertnegk“ und Melchior vom Stains Sohn Buppelin zu Reisensburg je die Hälfte von 2000 Gulden Hauptgut und 100 Gulden Zins erhalten sollten, während der (andere) Testamentarier Wilhelm von Knöringen nur ein Trinkgeschirr im Wert von 16 Gulden erhielt. Ein solch großes Vermächtnis Jacobs vom Stain an Wilhelm III. von Baldeck zeigt eine große Verbundenheit, die vermutlich auch auf Verwandtschaft beruhte (über die Familie von Rechberg ist eine entfernte Verwandtschaft auch nachweisbar, eine weitere offenbar über die Familie von Freyberg). 1529/31 war Wilhelm III. von Baldeck dann Hofmarschall des Bischofs von Augsburg zu Dillingen an der Donau, also in derselben Stellung, die 1493/1503 sein Vatersbruder Wilhelm II. von Baldeck bekleidet hatte. Wilhelms letztes eigenhändiges Schreiben datiert vom 10. November 1531, er starb offenbar erst 1533. Bei Herzog Ulrichs Hochzeit im März 1511 war auch Wilhelms Ehefrau Genoveva von Wittershausen anwesend, diese Ehe blieb kinderlos.
Der jüngste Bruder Jacob II. von Baldeck wurde bei der Belehnung mit Gutenberg 1510 zum württembergischen Diener mit einem gerüsteten Pferd bestellt (im Dienerbuch ist vom „Schloss Baldeck“ die Rede, gemeint ist aber Hohengutenberg, wie der erhaltene Lehensrevers von 1510 zeigt). Bei der Hochzeit Herzog Ulrichs von Württemberg im März 1511 begleiteten Claus und Jacob von Baldeck und elf andere von Adel den Herzog das ganze Fest über, womit den Umständen nach die 1510 belehnten Brüder Claus III. und Jacob II. gemeint waren. Jacob II. nahm an Martini 1511 in seinem und seiner Geschwister Namen die Gült von 115 Gulden ein und er lebte noch 1513, als er als Zinser im Saalbuch des Amtes Kirchheim unter Teck genannt wurde, spätestens 1524 war Jacob II. von Baldeck verstorben.
Claus III. von Baldeck dürfte um 1480 geboren sein. Er zog 1504 mit Herzog Ulrich von Württemberg gegen den Pfalzgrafen Philipp bei Rhein. Im März 1511 war Claus (wie auch Jacob von Baldeck) auf der Hochzeit Herzog Ulrichs einer der 13 von Adel, die in weißen, damastenen Kleidern das ganze Fest über neben dem Herzog gingen und ihm aufwarteten. Claus verkaufte 1515 seine Gerechtigkeit „an dem Bol am Teckenberg gelegen“ an die Gemeinde Owen und 1519 erfolgte seine Absage an den Schwäbischen Bund. Spätestens 1520 war Claus III. von Baldeck zu Gutenberg in erster Ehe mit einer Schwester des Ulrich von Westerstetten zu Drackenstein verheiratet (eine spätere Ahnentafel nennt sie Sibylla). Claus’ verwitwete Schwiegermutter von Westerstetten geb. Marschall von Pappenheim war übrigens 1511 auch auf der Hochzeit Herzog Ulrichs in Stuttgart anwesend. Im Bauernkrieg 1525 war Claus III. von Baldeck Burgvogt/Schlosshauptmann zu Neuffen, 1526 wurde er mit zwei Pferden gegen 40 Gulden zum württembergischen Provisioner von Haus aus bestellt. Spätestens 1527 starb seine erste Ehefrau, denn am 20. Januar 1528 erfolgte die Heiratsabrede mit seiner zweiten Ehefrau Lucia von Neuhausen, Schwester des Hans Eitel von Neuhausen. Hierbei siegelten u. a. der Ritter Sebastian von Nippenburg (Ehemann einer Elisabeth von Schellenberg), Claus’ entfernter Vetter Hans von Baldeck zu Herteneck und dessen Schwiegersohn Wolf Ludwig von Neuhausen, die Brüder Reinhard und Werner von Neuhausen (Söhne der Dorothea von Baldeck und damit echte Vettern des Bräutigams Claus III.) sowie die Brüder Dietrich und Ott von Gemmingen (Dietrich war seit 1510 mit Katharina von Neuhausen verheiratet, die ebenfalls eine Tochter von Claus’ Tante Dorothea von Baldeck war). Claus III. von Baldeck hatte schon mindestens seit den 1520er Jahren mit seiner Familie das Schloss Hohengutenberg bewohnt. Vom 21. März 1521 datiert der Lehensrevers des Claus von Baldeck für das Lehen Gutenberg gegen Kaiser Karl V. als Inhaber des Herzogtums Wirtemberg und in der Heiratsabrede von 1528 verwies Claus von Baldeck Heiratsgut und Morgengabe seiner Frau Lucia von Neuhausen auf die 2300 Gulden Hauptgut und 115 Gulden jährlichen Zins, die Claus vom Fürstentum Wirtemberg zustanden. Claus III. war 1531 königlicher Zeugmeister im Herzogtum Württemberg und er urkundete letztmals am 2. September 1545. Zwischen September und November 1545 starb Claus III. von Baldeck, die Gült von 115 Gulden nahm er letztmals an Martini 1544 ein (am Mittwoch nach Martini 1545 tat dies seine Witwe Lucia) und am 30. Juni 1546 muteten Werner, Reinhard und Wilhelm von Neuhausen im Namen der Kinder des Claus von Baldeck die Lehen.
Claus III. von Baldeck hinterließ bei seinem Tod die vier Kinder Margaretha (aus erster Ehe), Anna, Rudolf VIII. und Ursula (diese drei aus zweiter Ehe). 1531 war Claus III. noch söhnelos, weshalb König Ferdinand damals sein Mannlehen Gutenberg in ein erbliches Lehen verwandelte, das auch an Töchter vererbbar war, da das Lehen andernfalls „auff ander sein Freundt beseyter Linien fallen“ würde (mit diesem Verwandten aus der Seitenlinie kann nur Claus’ damals noch lebender Vetter Rudolf VI. von Baldeck zu Herteneck gemeint sein, der ja erst 1541 starb).
Da Claus III. im September 1531 noch keinen Sohn hatte, ist sein einziger Sohn Rudolf VIII. erst um 1532 geboren, was damit übereinstimmt, dass dieser sich am 8. Oktober 1549 als „Rudolphus a Baldeck nobilis Const. dioceseos laicus“ an der Universität Freiburg einschrieb. Rudolf lebte zu Hohengutenberg, er gehörte unter Herzog Christoph 1554 zum „Adel am Hof“ und war dann von 1559 bis zu seinem Tod Diener von Haus aus. Rudolfs letztes eigenhändiges Schreiben stammt vom 16. August 1565 und er starb am 8. September 1565 (wohl auf der Jagd durch einen unglücklichen Sturz vom Pferd) und wurde in der Kirche in Magolsheim beerdigt, wo sich der Aufsatz seines Epitaphs mit Inschrift heute noch über dem Eingang zur Sakristei befindet.
Im Jahr 1565 ist also die Familie von Baldeck im Mannesstamm erloschen. Erbin des mittlerweile auch an Töchter vererbbaren Lehens Gutenberg wurde Rudolfs VIII. einziges Kind Maria Anna von Baldeck (geboren etwa um 1553/55), die am 17. August 1572 im Schloss zu Hofen am Neckar Werner II. von Neuhausen zu Hofen und Vollmaringen heiratete (beide waren im dispensfähigen Grad 4 : 4 verwandt, denn Werner war ein Urenkel von Maria Annas Urgroßtante Dorothea von Baldeck). Maria Anna starb allerdings schon nach knapp zweimonatiger Ehe am 10. Oktober 1572 kinderlos, der Witwer verheiratete sich anschließend wieder. Rudolfs VIII. Schwester Anna von Baldeck war damals Meisterin im Kloster Holzen im Bistum Augsburg, wo sie 1603 starb (von ihr ist ein Erbverzicht im Kloster von 1546 bekannt), und die älteste Schwester Margaretha von Lomersheim geb. von Baldeck war schon 1566 verstorben. Um das Lehen Gutenberg bewarben sich nun 1572 Maria Anna von Baldecks Witwer Werner von Neuhausen (erfolglos), Rudolfs VIII. jüngste Schwester Ursula von Baldeck, damals Ehefrau des württembergischen Rates Hans Schletz, der 1580 starb und zu Gutenberg beerdigt wurde, sowie Margarethas Sohn Hans Jacob von Lomersheim zu Untereisesheim, der am 6. Oktober 1592 starb. Ursula heiratete in zweiter Ehe Johann von Pelckhofen, der nach Ursulas Tod (sie starb kurz vor 26. März 1594) deren Großnichte Anna Maria von Lomersheim heiratete (diese starb am 8. Oktober 1635). Hans Jacob von Lomersheims Kinder gelangten allerdings nicht mehr in den Genuss des Lehens Gutenberg, das nach dem Tod Ursulas (1594) schließlich an Württemberg heimfiel.

## Töchternachkommen bis heute
Wenn die Familie von Baldeck auch 1565/1603 erloschen ist, so leben doch bis heute zahlreiche adelige und bürgerliche Nachkommen der Familie. So gehören Dorothea von Baldeck († 1509) aus der Linie Gutenberg und ihr zweiter Ehemann Georg von Neuhausen über die Familie von Gemmingen zu den Vorfahren des Laufrad-Erfinders Karl Freiherr Drais von Sauerbronn (1785–1851) wie auch der Reichsgräfin Franziska von Hohenheim (1748–1811), der zweiten Ehefrau des Herzogs Carl Eugen von Württemberg.
Der spätere Verbleib von Claus I. von Baldecks Tochter Anna V. von Baldeck (urk. 1500–1506 mit ihren fünf Geschwistern) aus der Linie Gutenberg war lange Zeit unbekannt. Nun nennt Gabelkover unter den Teilnehmern der Hochzeit Herzog Ulrichs von Württemberg im März 1511 in Stuttgart eine Jungfrau (virgo) von Baldeck, die zwischen Wilhelms III. von Baldeck Ehefrau Genoveva von Wittershausen und Wilhelms Bruder Claus III. von Baldeck aufgeführt wurde, so dass sie offenbar deren Schwester war, zumal es in der anderen Linie Herteneck-Oßweil damals keine altersmäßig passende Tochter gab. Alles spricht dafür, dass Anna V. von Baldeck 1511 heiratsfähig war und an der Hochzeit Herzog Ulrichs teilnahm und dass sie kurz darauf Christoph Gaisberg heiratete (später Forstmeister auf Burg Reichenberg), dessen Kinder ab ca. 1512/13 geboren wurden und ab 1532/33 heirateten. Dies ist lt. Kaufmann (2022) auch deshalb anzunehmen, weil beide Familien seit der ersten Heirat von Baldeck–Gaisberger 1406 bereits entfernt miteinander verschwägert und bekannt (aber nicht blutsverwandt) waren. Darüber hinaus gehörten beide Familien von Baldeck und von Gaisberg (jeweils als Erben der Familie von Grafeneck) zeitweilig zu den Grund- und Gerichtsherren von Ennabeuren, so dass auch von daher eine Eheverbindung ermöglicht wurde. Die Beamtenfamilie Gaisberg erhielt 1499 eine kaiserliche Wappenbesserung und ebenfalls seit den 1490er Jahren wurden die ersten Mitglieder der Familie „Junker“ genannt. Bis zu Christoph Gaisbergs Eltern hatten die Gaisberg-Ehefrauen immer der bürgerlichen Oberschicht Württembergs (der sog. „Ehrbarkeit“) angehört, erst Christoph und seinen Nachkommen gelang es, adelige Ehepartnerinnen zu finden, so dass Christophs Urenkel Ulrich Albrecht von Gaisberg (* 1600) gemäß seiner gedruckten Leichenpredigt von 1679 bereits eine rein adelige Ahnenschaft bis zu den acht Urgroßeltern vorweisen konnte. Darunter war die Urgroßmutter Anna von Baldeck, die auch schon im Gaisberg-Stammbaum von 1654 als Ehefrau Christoph Gaisbergs genannt ist.
Die erste Tochter des Ehepaars Gaisberg–von Baldeck war Barbara Gaisberg, seit ca. 1532 verheiratet mit Martin Volland, Vogt in Dornhan. Beider Tochter Maria von Olnhausen geb. Volland († 1612) ist Vorfahrin der Brüder Carl Friedrich (1912–2007) und Richard von Weizsäcker (1920–2015). Barbaras Schwester Maria Gaisberg, seit ca. 1540 verheiratet mit Matthäus Neuffer, Bürger in Esslingen, gehört zu den Vorfahren des Dichters Friedrich Hölderlin (1770–1843), der Philosophen Friedrich Wilhelm Joseph von Schelling (1775–1854) und Eduard Zeller (1814–1908), der vier Brüder Nathanael Friedrich, Karl Wilhelm Gottlieb, Karl Heinrich Gotthilf und August Friedrich von Köstlin, des Lutherforschers Julius Köstlin (1826–1902), des Revolutionärs von 1848/49 Gustav Struve (1805–1870) und vieler weiterer bürgerlicher Familien bis heute. Christoph Gaisbergs und Anna von Baldecks Sohn Georg von Gaisberg († 1573) ist Ahnherr der Freiherren von Gaisberg-Schöckingen und über seine Tochter Esther von Gaisberg (verheiratet mit Pfarrer Daniel Blumenhauer) hat Georg bürgerliche Nachkommen im Raum Schwäbisch Hall und Marbach am Neckar.

## Wappen und wappengleiche Familien

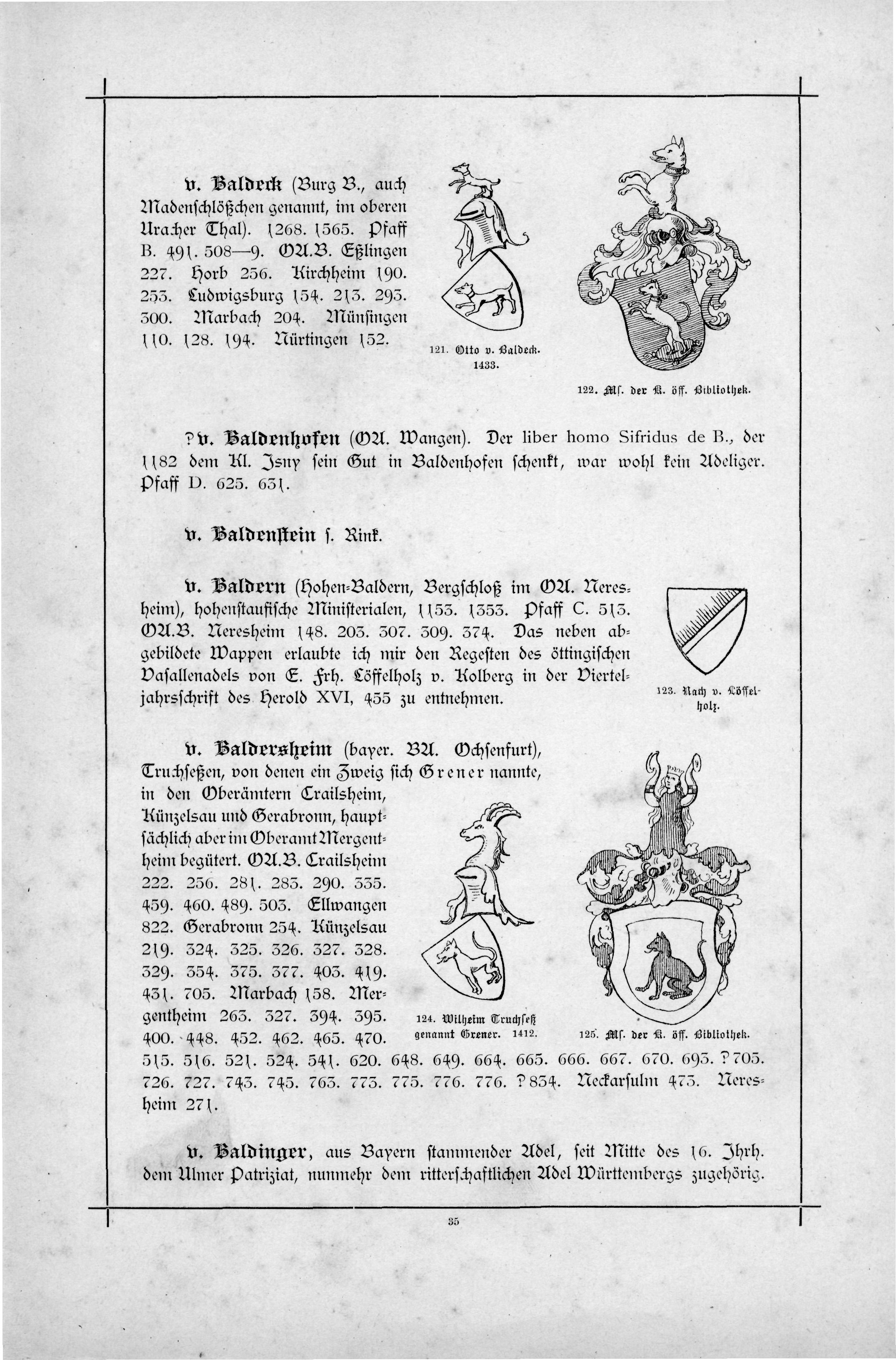
Wappen v. Baldeck, Otto von Alberti: Württembergisches Adels- und Wappenbuch, Heft 2, Stuttgart 1889, S. 35

Die Familie von Baldeck führte im Wappen einen nach heraldisch rechts springenden oder steigenden Windhund, als Helmzier erscheint er manchmal in stehender Position. Laut Scheibler'schem Wappenbuch von 1450–1480: In Blau ein weißer steigender Windhund mit rotem Halsband und Ringschlaufe. Auf dem Stechhelm mit blau-weißen Decken der Windhund auf blauem Kissen stehend.
Im Scheibler'schen Wappenbuch ist eindeutig ein Windhund dargestellt. Auch auf der Grabplatte Ottos III. von Baldeck in Urach von 1363 und auf dem bei von Alberti abgebildeten Siegelbild des Otto von Baldeck von 1433 ist ein schlanker Hund zu sehen. Eine gelegentlich in der Literatur auftauchende Deutung des Hundes als „Bracke“ überzeugt aufgrund der Physiognomie des dargestellten Tieres nicht.
Roland Deigendesch wies darauf hin, dass die Herren von Hundersingen ebenfalls einen Windhund als (redendes) Wappen führten und dass bei den Hundersingern wie bei den Baldeckern generationenlang der Vorname Rudolf gebräuchlich war, was auf eine Stammesgleichheit beider Familien hindeute. Um 1192 urkundete der Edelfreie Rudolf I. von Hundersingen, dann urkundete 1221 in Bari und 1228 in Bad Urach der Edelfreie Rudolf II. von Hundersingen, gefolgt 1237–1263 von dem Edlen Siboto/Sigebotus I. von Hundersingen, und erst dessen Sohn war der seit 1268 erwähnte Edle Rudolf III. von Hundersingen. Nach Kaufmann (2022) wäre ein Anschluss der Familie von Baldeck an die Herren von Hundersingen möglich, wenn der unbekannte Stammvater von Baldeck (der Vater der ab 1268 genannten Brüder Otto I., Rudolf II. und Gottfried) Rudolf I. von Baldeck hieß und dieser identisch war mit einem der in einer Urkunde von 1237 ohne Vornamen genannten Brüder des Edlen Siboto/Sigebotus I. von Hundersingen. Es ist wahrscheinlich, dass einer dieser Brüder den Leitnamen der Familie von Hundersingen (Rudolf) trug, und dieser Rudolf kann um 1240 die Burg Baldeck erbaut bzw. eher noch dort bereits in eine Ministerialenfamilie eingeheiratet haben (wenn nämlich der archäologische Befund zutrifft, dass die Burg bereits um 1200 erbaut wurde). So wäre erklärt, warum die Ministerialen-, dann Niederadelsfamilie von Baldeck dasselbe Wappen führte wie die edelfreien Herren von Hundersingen, bei denen seit der zweiten Hälfte des 13. Jahrhunderts Anzeichen des Niedergangs festzustellen sind. Die Hundersinger traten in württembergische Dienste, 1314 öffneten die Brüder Siboto III. und Rudolf IV. ihre Feste Hundersingen ihrem „lieben Herrn“, dem Grafen Eberhard I. von Württemberg, gegen eine Zahlung von 300 Pfund Heller und 1352 verkaufte der letzte Hundersinger Rudolf V. die Burg schließlich um 1400 Pfund Heller an seine „gnädigen Herren“, die Grafen Eberhard II. und Ulrich IV. von Württemberg. In diesen letzten Urkunden werden die Hundersinger nicht mehr förmlich als „nobiles“ bezeichnet, auch überwiegen nun Eheschließungen mit Ministerialenfamilien, wie z. B. den Herren von Kaltental, die württembergische Burggrafen waren und die ihre Burg Kaltental schon 1318 an Württemberg verkauft hatten. Die Hundersinger besaßen 1268 Magolsheim, und wenn sich der seltene Vorname Sibot ab 1296 bei den Truchsessen von Urach findet und der Truchsess Konrad in der nächsten Generation 1328 als Truchsess von Magolsheim erscheint, so deutet auch dies auf ein Konnubium der Herren von Hundersingen mit Ministerialenfamilien hin.
Es kann noch erwähnt werden, dass die frühen Baldeck'schen Vornamen Gottfried und Rudolf schon seit 1188 bei gräflich-urachischen Ministerialen nachweisbar sind. Für Graf Egeno von Urach zeugten 1188 u. a. die Ministerialen Gotefridus de Nuirtingen und Rudolphus de Urach. Der Baldeck'sche Leitname Otto kam schon vor 1140 bei gräflichen Dienstleuten im Raum Urach vor: Inmitten anderer Namensträger von Urach nennt die Zwiefalter Chronik Bertholds einen Otto von Urach, der mit seiner Gattin Tuticha dem Kloster Zwiefalten 1/2 Hube in Burladingen gab, die Tutichas Bruder Konrad von Azilun dem Kloster wieder wegnahm. Unter diesen frühen Namensträgern könnten sich Vorfahren (ggf. auch in weiblicher Linie) bzw. Verwandte der gräflich-urachischen, dann gräflich-württembergischen Ministerialen von Baldeck befinden.

## Stammliste
[Rudolf I.?] von Baldeck, * um 1210/15, † vor 1268, ⚭ um 1235/40 NN
1. Otto I., * um 1240/45, † nach 1283, urk. 1268, 1272, Ritter 1280, 1283, ⚭ um 1265/70 NN
  1. Otto II., * um 1270/75, † (vor 23. April 1326), urkundet 1317 mit drei Brüdern gen. Spät, ⚭ um 1300 NN (Spät/Speth?), vermutlich Tochter des Ritters Heinrich II. Spät/Speth
    1. Otto III., * um 1300, † 25. April 1363, begr. in Urach, Edelknecht, urk. 1326–1361, ⚭ um 1330/40 NN (von Stoffenberg?)
      1. (?) Anna I., * um 1330/40, Klosterfrau in Heiligkreuztal 1366/70 (ihr Oheim war Herr Ott von Stoffenberg, Ritter)
      2. Otto IV., * um 1340, † 1410/13, württembergischer Rat und Landhofmeister → siehe unten Linie Herteneck-Oßweil
      3. Rudolf III., * um 1340/50, † (vor 1413), Söldner/caporalis in Bologna 1381 → siehe unten Linie Gutenberg-Pfauhausen mit Nebenlinie Plüderhausen

    2. Adelheid I., * um 1305, † 24. Mai (1373?), im Benediktinerinnenkloster Urspring bei Schelklingen (ab etwa) 23. April 1326
2. Rudolf II., urk. 1276
3. Gottfried, urk. 1276

### Linie Herteneck-Oßweil
Otto IV. von Baldeck, * um 1340, † 1410/13, Edelknecht, Burgherr zu Lichtenstein, württembergischer Rat und Landhofmeister, ⚭ um 1380/90 (? Klär Pfäler, Schwester von Ulrich Pfäler, beide urk. 1377 mit zwei weiteren Geschwistern)
1. Otto/Öttlin VI., * um 1390, † 1454, begr. in Oßweil/Kirche, Bürger in Urach 1413, württembergischer Diener 1435, Burgherr zu Asperg 1440, kauft Güter in Oßweil 1445, kauft Schloss Herteneck 1447, württembergischer Rat 1450, ⚭ um 1415/18 Anna Nieß, aus Stuttgart
  1. Anna IV., † 1467, Nonne in Steinheim an der Murr
  2. Otto VIII., * um 1417/19, † 1488/94, der Jüngere 1439/48, belehnt mit 1/3 Urbach 1439, hat einen Hof in Oßweil 1457, wohnt 1466/74 zu Herteneck, im Kocherviertel des St. Jörgenschilds 1488, ⚭ I. vor 18. September 1439 Salome von Lichtenstein, † nach 25. November 1445 (sie ⚭ I. Heinrich von Mannsberg, Vogt in Nagold); ⚭ II. 1446/61 Anna von Kaltental, Witwe 1501/03, Tochter von Hans v. K. und von Elisabeth Kaib
    1. Catharina, * um 1455/60, † 26. April 1514,[78] Nonne in Lauffen am Neckar 1476/98, Priorin
    2. Barbara, * um 1460?, † 20. November 1510,[79] Klosterfrau in Lauffen am Neckar
    3. Jacob I., * um 1460/65, † (3. Mai) 1525, begr. in Oßweil/Kirche, Frühmesser in Hochberg am Neckar 1483/89, gräfl. Vogt in Löwenstein 1524/25, o-o (außereheliche Verbindung) NN
      1. (illegitim) Jacob Baldecker, * um 1500, Gerichtsverwandter in Löwenstein 1543, Schultheiß ebd. 1545

    4. Ulrich, * um 1460/70, † 21. August 1518, Priester, Mönch im Kloster Bebenhausen 1488–1518, er gilt als Verfasser der „Bebenhäuser Annalen“[80]
    5. Hans IV., * um 1470, † 14. September 1529, begr. in Oßweil/Kirche, stud. Heidelberg 1485, Basel 1487/88, Kaplan in Hochberg am Neckar 1489 (resigniert), württembergischer Diener mit 2 Pferden 1492–1493, zu Herteneck und 1/3 Oßweil 1503/29, Hauptmann im Bauernkrieg 1525, ⚭ I. um 1490/1500 Anastasia Nothaft (kinderlos); ⚭ II. um 1503 Anna von Rosenbach, Witwe 1531/38
      1. Sibylla, * um 1503, ⚭ 11. August 1523 Wolf Ludwig von Neuhausen, * 1491, † 23. Dezember 1566, begr. in Großengstingen (9 Kinder)
      2. Anna VI., * um 1510/15, sie war 1536 noch ledig, als die Schwestern Schloss Herteneck an Württemberg verkauften
      3. Rudolf VII., * um 1505, † (früh), immatrikuliert an der Universität Tübingen am 13. April 1523

    6. Rudolf VI., * um 1470/75?, † 19. Juli 1541, begr. in Mainz, zu Herteneck 1498/1517, im Gefolge des Bischofs von Würzburg 1525, auf dem Reichstag in Speyer 1526, Stiftsamtmann auf der Wülzburg 1536, markgräflich brandenburgischer Rat
    7. Margreth I., * um 1475?, Chorfrau im Stift Oberstenfeld, urk. 2. April 1516
    8. Agnes, * um 1480?, † (nach 1516), ⚭ 1497/1511 Wolff II. von Ow zu Wachendorf, Mercklins Sohn (4 Kinder; Nachkommen)

  3. Ursula I., † 1463, monialis/Nonne in Pfullingen
  4. Schwester Adelheid II., † 28. Juni 1464 in Pfullingen
  5. (Tochter), ⚭ Renhart von Sachsenheim, † 14.. (Grabstein mit Wappen der Eheleute in Oßweil)
2. Hans/Hänslin I., Bürger in Urach 1413, urk. 1420

### Linie Gutenberg-Pfauhausen mit Nebenlinie Plüderhausen
Rudolf III. von Baldeck, * um 1340/50, † (vor 1413), Söldner/caporalis in Bologna 1381, ⚭ um 1365/70 NN
1. Otto V., * um 1370/75, † 1433/37, urk. 1401–1433 (Siegel: Windhund), besitzt ein Lehen zu Pfauhausen 1401, lebt 1427 und ab 1432 zu Hohengutenberg, ⚭ I. vor 5. Juli 1401 NN von Rietheim, Wilhelms Tochter; ⚭ II. vor 1413 (um 1407?) Dorothea von Fridingen, † (nach 1433), kauft Güter zu Pfauhausen 1413, wohl Tochter des Rudolf VIII. von Fridingen und der Anastasia von Hornstein
  1. aus I. Ehe: (?) Anna II., * um 1390/95, † 1415, ⚭ Hans von Liebenstein, † 1415/22
  2. Wilhelm I., * um 1400/05, Deutschordensbruder 1438, Hauptmann zu Stuhm in Ostpreußen 1454
  3. (?) Otto VII., * um 1400/07, als Kleriker des Bistums Konstanz immatrikuliert an der Universität Heidelberg 1427, wird dort Bakkalaureus am 14. Juli 1428
  4. aus II. Ehe: Rudolf V., * um 1410, † 1445/46, Edelknecht, zu Gutenberg (1442), belehnt mit Hof in Pfauhausen 1437/42, dort urk. bis 1445, ⚭ um 1430/35 Anna von Schellenberg, * (Hüfingen) um 1410, † nach 1447/48 (sie ⚭ II. 1446/47 Ludwig von Grafeneck, † 21. Januar 1479, begr. in Stuttgart/Hospitalkirche, urk. 1447/78, württembergischer Rat in Stuttgart 1464/75, Obervogt in Kirchheim unter Teck 1466/68, desgl. in Balingen 1467/73, Hofmeister der Gräfin von Württemberg geb. von Brandenburg 1469, Landhofmeister in Stuttgart Weihnachten 1478, Mitbesitzer von 1/2 Ennabeuren 1472, Sohn des Wolf v. G., Mitbesitzer von 1/2 Ennabeuren 1431, und der Gut/Utte Schenk von Winterstetten), wohl Tochter des Ritters Konrad von Schellenberg zu Hüfingen und der Berta von Rechberg
    1. Claus I., * um 1435/37, † 1493/99, urk. 1448/93, württembergischer Diener, zu Gutenberg, im Kocherviertel des St. Jörgenschilds 1488, hat mit seinem Bruder Wilhelm 1493 Anteil an Ennabeuren, ⚭ NN (von Freyberg?)
      1. Nicolaus II., * um 1470, † nach 1506, Bakkalaureus in Erfurt 1486/88, stud. Tübingen 1490, Basel 1492, wieder Tübingen 1495, Pfarrer in Gönningen 1497/1506
      2. Wilhelm III., * um 1470/75, † 1533, Burgvogt zu Weinsberg 1506/11, bischöfl. augsburg. Rat und Hofmarschall, nennt sich „zu Herteneck“ 1522/31, ⚭ Genoveva von Wittershausen/Weitershausen, auf der Hochzeit Herzog Ulrichs 1511
      3. Claus III., * um 1480, † 1545, Helfer Herzog Ulrichs von Württemberg 1504/19, mit Gutenberg belehnt 1510 und 1521, Schlosshauptmann zu Neuffen 1525, württembergischer Provisoner von Haus aus 1526, königlicher Zeugmeister 1531, einer der vier Grund- und Gerichtsherren von Ennabeuren 1531/45, ⚭ I. vor 13. August 1520 (Sibylla) von Westerstetten, Schwester Ulrichs zu Drackenstein; ⚭ II. (Heiratsabrede am 20. Januar 1528) Lucia von Neuhausen, † 1564, Hans Eitels Schwester
        1. (aus I. Ehe) Margaretha II., * um 1525/27, † 1566, ⚭ um 1549 Samson von Lomersheim, † 22. Februar 1570, zu Untereisesheim (Nachkommen)
        2. (aus II. Ehe) Anna VII., * um 1530, † 1603, Erbverzicht im Kloster Holzen (Bistum Augsburg) 1546, dort zur Meisterin gewählt am 3. November 1569
        3. Rudolf VIII., * um 1532, † 8. September 1565, begr. in Magolsheim/Kirche, stud. Freiburg 1549, auf Hohengutenberg mit 1/6 Ennabeuren, Hofmann Herzog Christophs von Württemberg, Diener von Haus aus, ⚭ um 1552/54 Barbara Marschall von Pappenheim, urk. 1555, 1556, Witwe 1567, Tochter des Lienhard III. Marschall von Pappenheim, urk. 1516/45, tot 1549, und der Margareta von Erolzheim
          1. Maria Anna, * um 1553, † 10. Oktober 1572 (Epitaph in Stuttgart-Hofen),[81] ⚭ 17. August 1572 im Schloss zu Hofen am Neckar mit Werner II. von Neuhausen, † 10. März 1590 in Vollmaringen, zu Hofen und Vollmaringen (er ⚭ II. 7. Mai 1577 in Glatt Magdalena von Neuneck), Urenkel der Dorothea von Neuhausen geb. von Baldeck

        4. Ursula II., * um 1530/40, † 26. März 1594 (das Lehen Gutenberg fällt nach ihrem Tod an Württemberg heim), ⚭ I. vor 1560 Junker Hans Schletz, aus Hall, † 1580, begr. in Gutenberg, württembergischer Rat, 1574 auf Gutenberg und 1/6 Ennabeuren; ⚭ II. Johann von Pelckhofen, er verkauft 1598 1/8 Magolsheim um 6300 Gulden

      4. Jacob II., * um 1480/85, † 1513/24, württembergischer Diener und mitbelehnt mit Gutenberg 1510, zinst dort 1513
      5. Apollonia, * um 1480/90, urk. 1500–1506 mit ihren fünf Geschwistern
      6. Anna V., * um 1490, † 6. März 1565 in Esslingen am Neckar, urk. 1500–1506, ledig auf Herzog Ulrichs Hochzeit in Stuttgart 1511, sie gibt ihren Anteil an Schnait 1553 an ihre Kinder, wohnt 1559 beim Sohn Georg zu Oberrot, Patin in Schnait am 24. Februar 1564, ⚭ um 1511/13 Christoph Gaisberg(er), * um 1490, † (Schnait) 1551, stud. Tübingen 1508, Forstmeister auf Burg Reichenberg bei Oppenweiler 1522/33, auch Klostervogt in Steinheim an der Murr 1524, Stammvater der Freiherren von Gaisberg-Schöckingen (4 Kinder; Nachkommen bis heute)

    2. Wilhelm II., * um 1440, † 1503, urk. 1448, 1461/1501, in hohenbergischem Dienst in Ebingen 1477/82, im Kocherviertel des St. Jörgenschilds 1488, bischöflich-augsburgischer Hofmarschall 1493/1501, siegelt für die Brüder von Schellenberg zu Hüfingen 1485, o-o (außereheliche Verbindung) NN
      1. (illegitim) Wilhelm Baldecker, * (Ebingen) um 1475, † nach 1533, stud. Leipzig 1491, Erfurt 1493, Tübingen 1495, Magister 1496, Kaplan an der Pfarrkirche St. Luzen vor Hechingen ab 1499, Pfarrer zu Meßstetten 1502, Pfarrherr zu Frohnstetten (1533)

    3. Dorothea, * um 1440/45, † 18. März 1509 in Nürtingen, begr. in Stuttgart/Hospitalkirche, Hofmeisterin der Gräfin Elisabeth von Württemberg geb. von Brandenburg 1485, 1487, urk. 1505, ⚭ I. Balthasar von Wartenberg gen. von Wildenstein, † vor 4. Juli 1474, Schultheiß zu Gengenbach 1446/60, württembergischer Rat 1460, Landvogt der Grafschaft Hohenberg 1463/71; ⚭ II. 1474/75 Georg von Neuhausen, † 1491, württembergischer Truchseß und Tischdiener (Nachkommen)
2. Rudolf IV., * um 1375/80, † 1429, Ritter, Tochtermann Fritz Gaisbergers 1406, erhält 1409 Jungingen, Starzeln und Killer als Pfand von Württemberg, urk. mit Bruder Otto 1413, auf dem Konstanzer Konzil 1414, die Grafen von Württemberg verpfänden ihm 1421 das Unteramt Plüderhausen um 2000 Gulden, er gibt Württemberg 1424 weitere 1000 Gulden als Darlehen, ⚭ vor 30. Januar 1406 Agnes/Engel Gaisberger, Witwe 1438/56, Tochter von Fritz Gaisberger, Vogt in Schorndorf, und von (Agatha) Rorbeck
  1. Anna III., ⚭ vor 13. März 1429[82] Bernhard vom Stain (von Stein) zu Steineck, † 1432/42, Stifter des Tiefenbronner Altars, er war ein Verwandter des Humanisten Eitelwolf von Stein zu Steinegg; Pflegerin der Tochter Margarethe war lt. Urkunde von 1442 Engel Geyßbergin, Ritter Rudolf von Baldecks Witwe[83]
  2. Großhans II., württembergischer Diener, er und sein Bruder erhalten 1435 das Amt Plüderhausen mit Waldhausen als Pfand für 3600 Gulden
  3. Kleinhans III., württembergischer Diener 1435
  4. Agatha, † 1489, urk. mit Mutter und Sohn Hans 1456, als Witwe mit Sohn Hans und Enkel Wilhelm 1465, mit Sohn Eberhard 1473, für sie siegelt 1467 zweimal ihr Vetter Heinrich Gaisberg und sie hat beim Tod 1489 noch eine Schuld bei Heinrichs Sohn Claus Gaisberg in Schorndorf, ⚭ vor 27. Dezember 1448 Walther von Urbach, † 1457/59, Edelknecht, er führt 1455–1457 eine Fehde mit Württemberg um Plüderhausen

### Archivalien
- Ausgestorbener Adel, von Baldeck (Hauptstaatsarchiv Stuttgart, A 155 U 4–10).
- Dienerbücher, 1485–1501 (Hauptstaatsarchiv Stuttgart, A 17 Bü 8b, 8c, 9, 9a, 6a und 10).
- Ev. Kirchenbücher von Esslingen, Fellbach und Schnait (verfilmt im Landeskirchlichen Archiv, Stuttgart).
- Lagerbuch der von Baldeck, 1531 (Hauptstaatsarchiv Stuttgart, H 129, 100).
- Landschreiberei, Rechnungen, 1483/84–1485/86, 1506/07–1512/13, 1521/22, 1524–1530/31, 1544/45–1547/48, 1550/51–1553/54 und 1564/65–1567/68 (Hauptstaatsarchiv Stuttgart, A 256 Bde. 1–16, 29–32, 35–38 und 49–52).
- Lehenleute, von Baldeck, 1420–1574 (Hauptstaatsarchiv Stuttgart, A 157 Bü 10–14 und U 105–117).
- Oswald und Johann Jakob Gabelkover: Genealogische Kollektaneen, von Baldeck, 16./17. Jh. (Hauptstaatsarchiv Stuttgart, J 1 Nr. 48g, Bl. 549r–554v).
- Oswald und Johann Jakob Gabelkover: 2 Stammtafelskizzen von Baldeck, 16./17. Jh. (Hauptstaatsarchiv Stuttgart, J 1 Nr. 154, Umschlag 18, Bl. 1r–v).
- Pfauhausen, Herrschaft, 1363–1798 (Staatsarchiv Ludwigsburg, B 130 S).
- Register (Lehenlagerbuch) der von Baldeck zu Gutenberg, 1574–1579 (Hauptstaatsarchiv Stuttgart, H 115 Bde. 20–21).